# Kenneth Box
Kenneth Box (Reino Unido, 1 de diciembre de 1930) fue un atleta británico especializado en la prueba de 4 x 100 m, en la que consiguió ser subcampeón europeo en 1954.

## Carrera deportiva
En el Campeonato Europeo de Atletismo de 1954 ganó la medalla de plata en los relevos de 4 x 100 metros, con un tiempo de 40.8 segundos, llegando a meta tras Hungría (oro con 40.6 s que fue récord de los campeonatos) y por delante de la Unión Soviética.